# Ebeltoft
Ebeltoft é um município da Dinamarca, localizado na região central, no condado de Arhus.
O município tem uma área de 276 km² e uma população de 14 877 habitantes, segundo o censo de 2003.